# Liste der Zivil- und Militärkommissäre des Pfälzischen Aufstands
Die Liste der Zivil- und Militärkommissäre führt Revolutionäre auf, die 1849 während des Pfälzischen Aufstands zu Zivil- und Militärkommissären ernannt wurden. In den jeweiligen Land-Commissariaten der bayerischen Pfalz übernahmen sie die Aufgaben der Landkommissäre bzw. die Führung der Volkswehren.

## Geschichte
Vom 22. Mai bis 31. Mai 1849 ernannte die Provisorische Regierung der „Rheinpfalz“ in den Landkommissariaten Civilkommissäre. Sie
ersetzten faktisch die bayerischen Landkommissäre, trieben Zwangsanleihen ein und übernahmen Rekrutierungsaufgaben für die Pfälzische Volkswehr. Im Landkommissariat Neustadt waren zwei Zivilkommissäre für die beiden Kantone verantwortlich. Eine führende Rolle hatten Frankenthaler Rechtskandidaten (Juristen vor dem zweiten Staatsexamen), da dort der geschäftsführende Kreisausschuss des Pfälzischen Volksvereins seinen Sitz hatte. Eine Reihe von Freiheitskämpfern lehnte die Ernennung ab: Der Rechtskandidat Jacob Bentz. N. N. Reis, Kommandant der Volkswehr in Kusel, Adolph Ferdinand Reuthner, Bezirksrichter in Kaiserslautern und sein Vetter Wilhelm Vogt, Friedensrichter in Neustadt an der Haardt sowie der Arzt Heinrich Adolph Weigel in Kandel. Wegen der Nähe zur Festung Germersheim war im Hauptort kein revolutionärer Kommissär ansässig. Daniel Hertle wurde Nachfolger des als zu milde empfundenen Carl Witt. Der Altersdurchschnitt der Kommissäre lag bei 33 Jahren.
Am 31. Mai 1849 ernannte die provisorische Regierung Militär-Kommissäre für die Landkommissariate. Georg Fuhrmann übernahm als einziger Pfälzer Zivilist dieses Amt in Pirmasens. Nach dem Scheitern des Aufstands im Juni 1849 flohen die Kommissäre ins Ausland. In der Anklag-Akte wurden sie in der neunten Gruppe aufgeführt und 1851 in Abwesenheit zum Tode verurteilt. Angehörige des bayerischen Militärs wurden nach dem Militärstrafrecht abgeurteilt, sie finden sich nicht in der Anklag-Akte.

## Liste der Kommissäre
In den jeweiligen Landkommissariaten sind die Zivil- (ZK) und Militärkommissäre (MK) aufgeführt. Angegeben sind das Jahr der Geburt (Zahlen in Klammern sind errechnet) und ihr Beruf, soweit bekannt.
- Landkommissariat Bergzabern
  - ZK: Philipp Bruch, * 1801, Geschäftsmann und Redakteur
  - MK: N. N. Trocinsky, * um 1802, Pole
- Landkommissariat Frankenthal
  - ZK: Georg Hillgärtner, * 1822, Rechtskandidat in Frankenthal
  - ZK (Stellvertreter): Georg Hamm, * 1817, Glockengießer und Maschinenfabrikant
  - MK: Eduard Kuchenbecker, * 1810, k. u. k. Oberleutnant
- Landkommissariat Germersheim mit Sitz in Kandel
  - ZK: Hans Alfred Erbe, * 1822, Anwalt, Mitglied der Frankfurter Nationalversammlung
  - MK: N. N. Rouppert, Pole
- Landkommissariat Homburg
  - ZK: Carl Witt, * 1816, Assessor; bald ersetzt durch:
  - ZK: Daniel Hertle, * 1821, Rechtskandidat in Frankenthal
  - MK: Friedrich Ehlert, * 1821, preußischer Leutnant
- Landkommissariat Kaiserslautern
  - ZK: Philipp Jacob Clundt, * 1811, Lehrer
  - MK: N. N. Müller, fahnenflüchtiger Soldat
- Landkommissariat Kirchheim
  - ZK: Jacob Müller, * 1822, Notariatsschreiber
  - MK: Ludwig Schlincke, * 1807, preußischer Offizier
- Landkommissariat Kusel
  - ZK: Carl Resch, * 1818, Rechtskandidat in Frankenthal
  - MK: N. N. Geigel, bayerischer Leutnant
- Landkommissariat Landau
  - ZK: Franz A. H. Schneider, * (1812), Redakteur des Edenkobener Anzeigers
  - MK: Andreas Struß, * um 1810, Pole
- Landkommissariat Neustadt
  - ZK für den Kanton Neustadt: Carl Adolph Klein, * 1815, praktischer Arzt
  - ZK für den Kanton Dürkheim: Heinrich Hammel, * 1820, Rechtskandidat in Frankenthal
  - MK: Max Stöhr, bayerischer Jägerleutnant
- Landkommissariat Pirmasens
  - ZK: Conrad Ludwig Diehl, * 1810, Notar
  - MK: N. N. Cotodciejewski, * um 1802, Pole
  - MK: Georg Fuhrmann, * 1818, Seifensieder
- Landkommissariat Speyer
  - ZK: Friedrich Hilgard, * 1810, Revisor
  - MK: Hugo Friedrich Oswaldt, * (1820), württembergischer Litterat
- Landkommissariat Zweibrücken
  - ZK: Carl Weiß, * (1811), praktischer Arzt in Landstuhl
  - MK: Alexander Schimmelfennig (Schimmelpfennig von der Oye), * 1824, preußischer Unterleutnant

## Belege
1. 1 2  Rudolf H. Böttcher: Die Civilcommissäre, ernannt – „Im Namen des Pfälzischen Volkes!“. In: Die Familienbande der pfälzischen Revolution 1848/1849. Ein Beitrag zur Sozialgeschichte einer bürgerlichen Revolution. Sonderheft des Vereins für Pfälzisch-Rheinische Familienkunde. Band 14. Heft 6. Ludwigshafen am Rhein 1999. S. 293.
2. 1 2  Rudolf H. Böttcher: Die Militair-Commissäre. In: Die Familienbande der pfälzischen Revolution 1848/1849. Ein Beitrag zur Sozialgeschichte einer bürgerlichen Revolution. Sonderheft des Vereins für Pfälzisch-Rheinische Familienkunde. Band 14. Heft 6. Ludwigshafen am Rhein 1999. S. 299.